# Белфаст (район)
Район Белфаст се намира в Северна Ирландия.
Има площ 115 км2 и население 268 700 души (2010).
Център на района е град Белфаст